# Hans Schmitz (Rechtswissenschaftler)
Hans Schmitz (* 25. Februar 1897 in Favoriten, Wien; † 20. März 1970) war ein österreichischer Rechtswissenschaftler und Universitätsprofessor. Schmitz war ab 1963 der Ordinarius für Arbeits- und Sozialrecht an der Universität Wien und leitete das dort neugegründete Institut für Arbeits- und Sozialrecht.

## Werdegang
Hans Schmitz war Bruder des Politikers Richard Schmitz. Seit 1916 war er Mitglied der katholischen Studentenverbindung KaV Norica Wien. Er promovierte 1922 an der Universität Wien zum Doktor der Rechtswissenschaften. Bereits seit 1918 war er als Referent für Sozialpolitik bei der wissenschaftlichen Zentralstelle des Volksbundes der Katholiken Österreichs tätig. Er übte diese Tätigkeit bis 1934 aus. Im Austrofaschismus machte Schmitz weiter Karriere. Die Arbeiterkammer wurde mit Gefolgsleuten des Diktatur besetzt; Schmitz wurde ihr Erster Sekretär. Bereits wenig später, im Jänner 1936, wurde er zum Generalsekretär der Angestelltenversicherungsanstalt ernannt. Auf den Anschluss 1938 folgte daher auch seine Entlassung. Während er zunächst in einer Steuerberatungskanzlei unterkam, wurde er 1940 zur Wehrmacht eingezogen.
Nach Kriegsende wurde er mit der Aufgabe betraut, die Pensionsversicherungsanstalt der Angestellten neu aufzubauen. 1948 habilitierte er an der Universität Wien für Sozialrecht und war am Aufbau des ersten österreichischen Lehrstuhls für Arbeits- und Sozialrecht beteiligt. Er wurde am Neustifter Friedhof bestattet.